# Bartholomeus-Henri Van de Velde
Pour les articles homonymes, voir Bartholomeus.
Bartholomeus-Henri Van de Velde est un chef d'orchestre et directeur artistique né en Belgique.

## Biographie
Il s'est dévoué à la musique dès son plus jeune âge. Il a étudié le violon aux conservatoires royaux d'Anvers et de Bruxelles et a obtenu un Master au Tilburg High School of Music, aux Pays-Bas. Il a été membre de prestigieuses institutions telles la « Pierre Monteux School for Conductors » à Hancock dans le Maine, Tanglewood (États-Unis), où il a poursuivi sa formation avec des maîtres renommés comme Seiji Ozawa (Japon et États-Unis), Enrique Arturo Diemecke (Mexique), Charles Bruck (Paris et États-Unis), Jorma Panula (Finlande) et Lorin Maazel (Europe).
Bartholomeus-Henri Van de Velde a donné de nombreux concerts avec des orchestres européens et américains de grande renommée et des solistes d'exception tels que Mstislav Rostropovitch, Nobuko Imai, Laura Mikkola, Yuzuko Horigome, Liviu Prunaru, Olga Pasichnyk, Marie McMaughlin, Edna Stern, Jean-Claude Vanden Eynden, Karine Lechner, Sandrine Cantoreggi, Ronald Vanspaendonck, Véronique Bogaerts, Simone Lamsma, Bozena Harasimwicz, Ewa Marciniec, Iwona Sobotka, Idil Biret.
Il a enregistré sous le label Sonoris (New York) la Sérénade de Piotr Ilitch Tchaïkovski, Kammersinfonie de Dmitri Chostakovitch, le concerto pour violon et piano de Felix Mendelssohn, ainsi que des œuvres de Van der Roost et Van Rossum.
Sous sa direction, le Charlemagne Orchestra a notamment créé l'événement avec les Chœurs de l'Union européenne pour une représentation exceptionnelle de Carmina Burana de Carl Orff au Palais des beaux-arts de Bruxelles en 2004. D'autres grandes salles de concerts l'ont accueilli : Concertgebouw - Amsterdam, Franz List Academia - Budapest, Bellas Artes - Mexico, Théâtre royal de la Monnaie - Bruxelles, etc.
L'objectif de Bartholomeus-Henri Van de Velde en créant le Charlemagne Orchestra en 1996 est de constituer un orchestre européen de jeunes talents et de construire un répertoire original qui offre au public un accès à des œuvres du grand répertoire ou moins connues de compositeurs classiques, romantiques et contemporains.
Le thème sous-jacent à cette entreprise est résumé par l'idéal de son chef : "Servir la musique, au point d'en faire un outil de communication et d'harmonie et, par là, établir un dialogue entre le public et ses musiciens, une source d'inspiration".
Son talent et son ambition l'ont amené à être reconnu en janvier dernier Ambassadeur Rolex aux côtés d'artistes aussi renommés que Placido Domingo, Cecilia Bartoli, Lorin Maazel ou Yo Yo Ma.
Bartholomeus-Henri Van de Velde est membre de la Chambre de commerce et association culturelle belgo-croate (CROBEL).